# NGC 4185
NGC 4185 (другие обозначения — UGC 7225, MCG 5-29-38, ZWG 158.47, PGC 38995) —спиральная галактика с перемычкой в созвездии Волосы Вероники.
Этот объект входит в число перечисленных в оригинальной редакции «Нового общего каталога».
В галактике вспыхнула сверхновая SN 1982C. Её пиковая видимая звёздная величина составила 17,5.
Галактика NGC 4185 входит в состав группы галактик NGC 4185. Помимо NGC 4185 в группу также входят ещё 12 галактик.